# NGC 585
NGC 585 é uma galáxia espiral (Sa) localizada na direcção da constelação de Cetus. Possui uma declinação de -00° 55' 58" e uma ascensão recta de 1 horas, 31 minutos e 42,2 segundos.
A galáxia NGC 585 foi descoberta em 20 de Dezembro de 1827 por John Herschel.